# Fünf Tage – Fünf Nächte
Fünf Tage – Fünf Nächte ist ein deutsch-sowjetisches Nachkriegsdrama von Leo Arnstam (Hauptregie), Heinz Thiel und Anatoli Golowanow, das 1961 in Zusammenarbeit von DEFA und Mosfilm entstand. Es behandelt die Rettung der Gemälde der Dresdner Gemäldegalerie Alte Meister kurz nach Ende des Zweiten Weltkriegs.

## Handlung

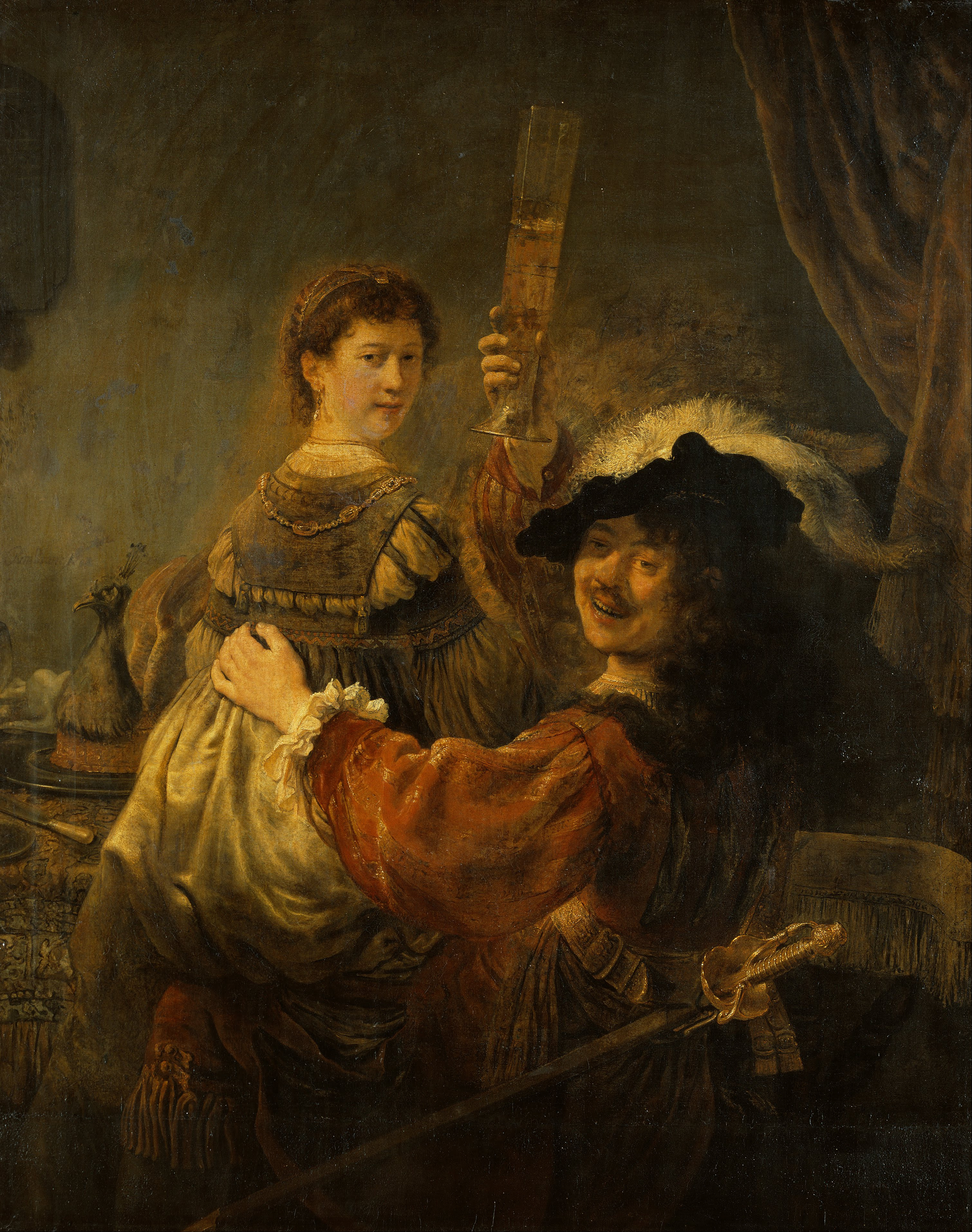
Rembrandts Rembrandt und Saskia im Gleichnis vom verlorenen Sohn, eines der ersten gefundenen Gemälde

Tag 1: Am 8. Mai 1945 besetzen sowjetische Soldaten Dresden. Der Zweite Weltkrieg ist vorbei. Kommunist Erich Braun kommt in die Stadt zurück, die ein Trümmerfeld ist. Inmitten von Schutt und Zerstörung sucht Hauptmann Leonow die verschwundenen Bilder der Dresdner Gemäldegalerie. Er wird an den Maler Paul Naumann verwiesen. Er besitzt zwar Bilder, jedoch nur solche, die er selbst gezeichnet hat und die neben der Zerstörung der Stadt auch seine große Liebe Katrin thematisieren. Paul hat im Krieg seinen linken Arm verloren und will nie mehr malen. Leonow fordert ihn auf, die Soldaten zur Gemäldegalerie zu bringen. Dort treffen die Männer auf die Museumsangestellte Luise Rank, die zunächst vorgibt, nichts vom Verbleib der Bilder zu wissen. Als sie erkennt, dass Leonow ein Kunstliebhaber ist, gibt sie ihm eine Karte, die sie in einem Tresor gefunden hat. Auf ihr ist ein Tunnel eingezeichnet, in dem schließlich einige Dutzend Gemälde der Galerie gefunden werden, darunter Rembrandts Rembrandt und Saskia im Gleichnis vom verlorenen Sohn. Paul erkennt im Tunnel unter den Soldaten Erich Braun, der damals zusammen mit Katrin verhaftet wurde. Er erzählt Paul, dass Katrin im KZ einer Russin geholfen habe und dafür wahrscheinlich ermordet wurde. Erichs Bitte, ein Plakat mit einem Kampfaufruf zu zeichnen, lehnt Paul ab, da er nie wieder kämpfen will.
Tag 2: Aus Moskau wird die anerkannte Restauratorin und Kunstwissenschaftlerin Dr. Nikitina nach Dresden geholt. Die Bilder haben unter der Feuchtigkeit im Tunnel sehr gelitten, Farbschichten lösen sich und andere Bilder beginnen Risse aufzuweisen oder zu schimmeln. Auf Pauls Rat hin werden die gefundenen Gemälde nach Schloss Rassnitz gebracht. Die Experten bemühen sich um erste Notrestaurierungen der Bilder. Als die Sixtinische Madonna in einem Saal aufgestellt wird, verharren alle Anwesenden beim Anblick des Bildes fasziniert und ergriffen und auch Sergeant Koslow, der zuvor noch Unverständnis gezeigt hat, dass man sich angesichts der Lage in der Stadt Sorgen um die Gemälde macht, gesteht, nie Schöneres gesehen zu haben.
Tag 3: Paul sieht zahlreiche KZ-Überlebende auf einer Straße am Wagen der Soldaten vorbeiziehen. Aggressivität anderer Soldaten gegenüber ihm als Deutschen wehrt Leonow ab – nicht jeder trage Schuld an den Gräueln der Nazis. Die Soldaten suchen nach weiteren Bildern der Galerie, fahren in die Dörfer und suchen in Kirchen nach verschwundenen Bildern. In einem Dorf werden sie auf das Schloss Waldstein aufmerksam gemacht, in dem noch SS-Männer leben würden. Da Paul es ablehnt, dass das Schloss gewaltsam gestürmt wird, verlässt er die Soldaten und geht zu Fuß nach Dresden zurück. In Meißen trifft er unerwartet Katrin wieder, die das KZ überlebt hat. Die Soldaten stürmen erfolgreich Waldstein, wo sie weitere Gemälde der Galerie sicherstellen können. Auf dem Rückweg treffen sie auf einen Arbeiter, der ihnen Paul und die erschöpfte Katrin übergibt.

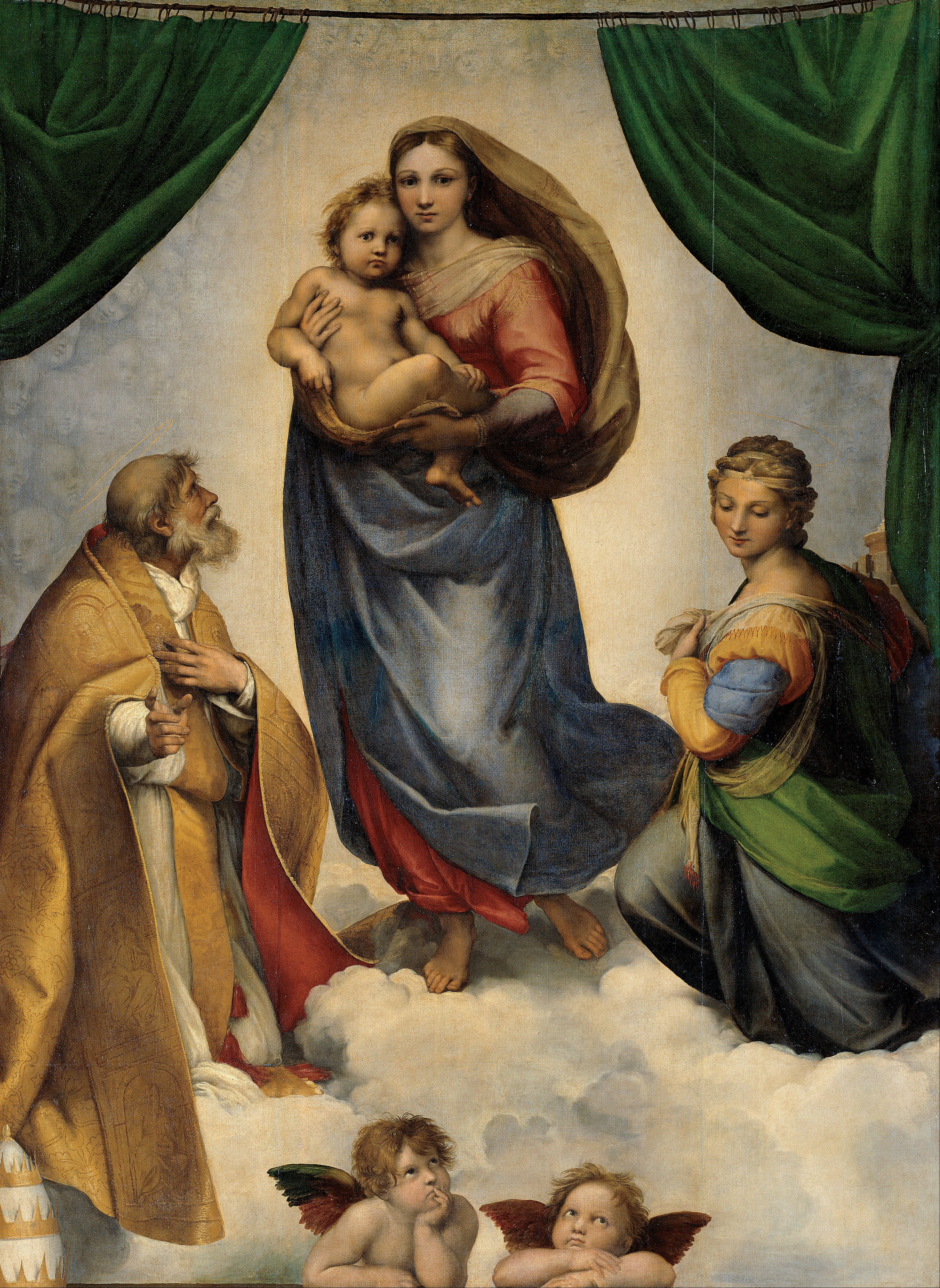
Raffaels Sixtinische Madonna, eines der gefundenen Gemälde

Tag 4: Der Arbeiter erkennt, dass weitere Bilder im Schacht Brigitte, seiner früheren Arbeitsstätte, gelagert sein müssen. In Dresden wird unterdessen Katrin aktiv. Sie lässt Paul in der Wohnung zurück, der sich weigert, am aktuellen Geschehen oder am Klassenkampf teilzunehmen. Erich Braun bittet sie, die Waisenkinder der Stadt aus den Ruinen zu holen und sie zieht los. Unter den Kindern, die sie in die Innenstadt zurückbringt, befindet sich auch ein kleiner blonder Junge, den Sergeant Koslow beim Einmarsch der sowjetischen Soldaten in Dresden als „ersten Deutschen“ begrüßt hatte. Unterdessen erkennen Nikitina und andere Fachleute, dass die Bilder in Dresden nur eine Erstversorgung erhalten können. Richtige restauratorische Maßnahmen könnten erst in Moskau ergriffen werden, sodass festgelegt wird, die Bilder in die Sowjetunion zu bringen. Paul fühlt sich von den „Siegern“ verraten. Der Arbeiter erscheint in Dresden und erzählt, dass die bisher fehlenden Bilder wahrscheinlich im Schacht Brigitte gelagert sind. Die Soldaten gehen zum stark verminten Schacht und der Arbeiter und Sergeant Koslow begeben sich als erstes in den Schacht. Koslow gelingt es, sämtliche Minen zu entschärfen. Im Höhlenbereich, in dem sich das Wasser gesammelt hat, findet er schließlich alle fehlenden Gemälde, teils im Wasser stehend. Als er ein im Wasser treibendes Gemälde aufhebt, explodiert eine darunter liegende Mine. Er wird bei der Explosion getötet. Der Arbeiter kann die Mine verlassen und den anderen vom Fund berichten.
Tag 5: Die Gemälde aus dem Schacht sind geborgen. Inmitten der Bilder steht Koslows Sarg und Luise Rank erweist dem Toten die letzte Ehre. Paul hat sich unter die von Katrin gerettete Kinderschar begeben und malt den „ersten Deutschen“ mit einem Teddy im Arm, den er ihm im Namen von Sergeant Koslow übergeben sollte. Es wird ein Plakat werden, dass zum Kampf aufruft. Der kleine Junge jedoch soll nie Koslow und die Menschen vergessen, die er kurz nach Ende des Krieges in schwerer Zeit getroffen hat.

## Produktion
Fünf Tage – Fünf Nächte wurde unter dem Arbeitstitel Dresdener Galerie 1960 unter anderem in Dresden gedreht. Zahlreiche Ruinen der Stadt wurden jedoch als Modelle nach zeitgenössischen Fotografien hergestellt. Der Film erlebte am 7. März 1961 im Leipziger Capitol seine Deutschland-Premiere und kam am 31. März 1961 in die DDR-Kinos. Zuvor wurde die Produktion unter dem Titel Пять дней, пять ночей (Pjat dnei, pjat notschei) am 28. Februar 1961 in Moskau uraufgeführt. Es war die erste filmische Zusammenarbeit von DDR und Sowjetunion.
Die Filmmusik stammt von Dmitri Schostakowitsch, der im Vorfeld in die Sächsische Schweiz eingeladen wurde, um sich hier inspirieren zu lassen. Es entstand sein bekanntes 8. Streichquartett op. 110, das in Teilen auch in der Filmmusik (op. 111) Verwendung fand. Es spielte das Staatliche Symphonische Filmorchester Moskau unter Grigori Gamburg.

## Kritik
Die zeitgenössische Kritik befand, dass der Film durch die gewollte Breite der Erzählung und das Bemühen, „ein großes Zeitgemälde zu entwerfen“, am Ende an Tiefe vermissen lasse, so bleibe zum Beispiel die Liebesgeschichte zwischen Paul und Katrin vordergründig.
Das Lexikon des internationalen Films kritisierte Fünf Tage – Fünf Nächte als „umständlich erzählt und schwach inszeniert, dazu voller historischer Ungenauigkeiten“.